# 마크 벌리
마크 앨런 벌리(Mark Alan Buehrle, 1979년 3월 23일 ~ )는 미국 출신의 전 메이저 리그 베이스볼의 선수이다
13년 연속 10승, 200이닝 이상을 기록하는 꾸준함을 보이는 투수이며, 2009년 7월 23일에는 탬파베이 레이스를 상대로 메이저 리그 역사 상 18번째 퍼펙트 게임을 달성하기도 했다.

## 메이저 리그 이전
대학교 1학년 때인 1998년 6월에 MLB드래프트에서 38라운드 전체 1,139위로 시카고 화이트삭스에게 지명되어, 다음해인 1999년 5월에 입단계약을 했다. 그리고 그 해 싱글A에서 프로 데뷔를 하였으며, 20경기에 나서서 볼넷이 16개밖에 안되어 톰 글래빈과 비교되기도 했다.

## 메이저 리그

### 메이저 리그 데뷔
프로 2년차인 2000년에는 더블A인 버밍햄 브론즈에서 16경기 8승 4패, 방어율 2.28을 기록하여 올스타 퓨처스 게임에 선출되기도 했다. 그리고 시즌 도중인 7월에는 트리플A는 건너뛰고 바로 메이저 리그로 승격되었고, 7월 16일에 있었던 브루어스전에서 팀이 11:4로 리드하고 있던 9회초에 등판하며 메이저 리그에 데뷔했다. 1실점을 했지만 후속타자를 잘 막아내어 경기를 마무리 짓는다. 그 후 3경기에 선발등판했지만 3번째 경기에서 3.2이닝 5실점을 기록하며 결국 시즌을 마칠때까지 구원 투수로 나서게 된다.

### 2001년 ~ 2003년
2001년에는 팀의 선발 로테이션에 제대로 합류한다. 그 후 5월부터 4개월간 연속으로 월간 방어율 2점대를 기록하였고, 8월 3일에 있었던 탬파베이 데블레이스전에서는 1개의 안타만을 허용하며 아깝게 퍼펙트 게임에는 실패하고 만다. 9월에 추락하기 전까지의 방어율은 리그 1위로, 시즌 통틀어서는 221.1이닝(리그 10위), 16승 8패, 방어율 3.29(리그 4위), WHIP 1.066(리그 1위)를 기록한다.
그리고 다음해인 2002년에는 개막전에서 선발투수로 나서며, 시즌에서는 19승(리그 4위) 12패를 거둔다. 화이트삭스의 좌투수로서는 1975년에 있었던 짐 카트가 20승(모두 선발)(14패)를 기록한 이래 26년만에 20승에 근접한 19승을 거둔 벌리는 그 후 2006년까지 5년 연속으로 개막전에서 선발투수로 나서며 팀의 에이스로 자리를 잡는다. 그리고 2003년 시즌 종료 후에 구단은 벌리와 3년 총액 1,800만 달러에 계약을 연장한다.

### 2004년 ~ 2008년

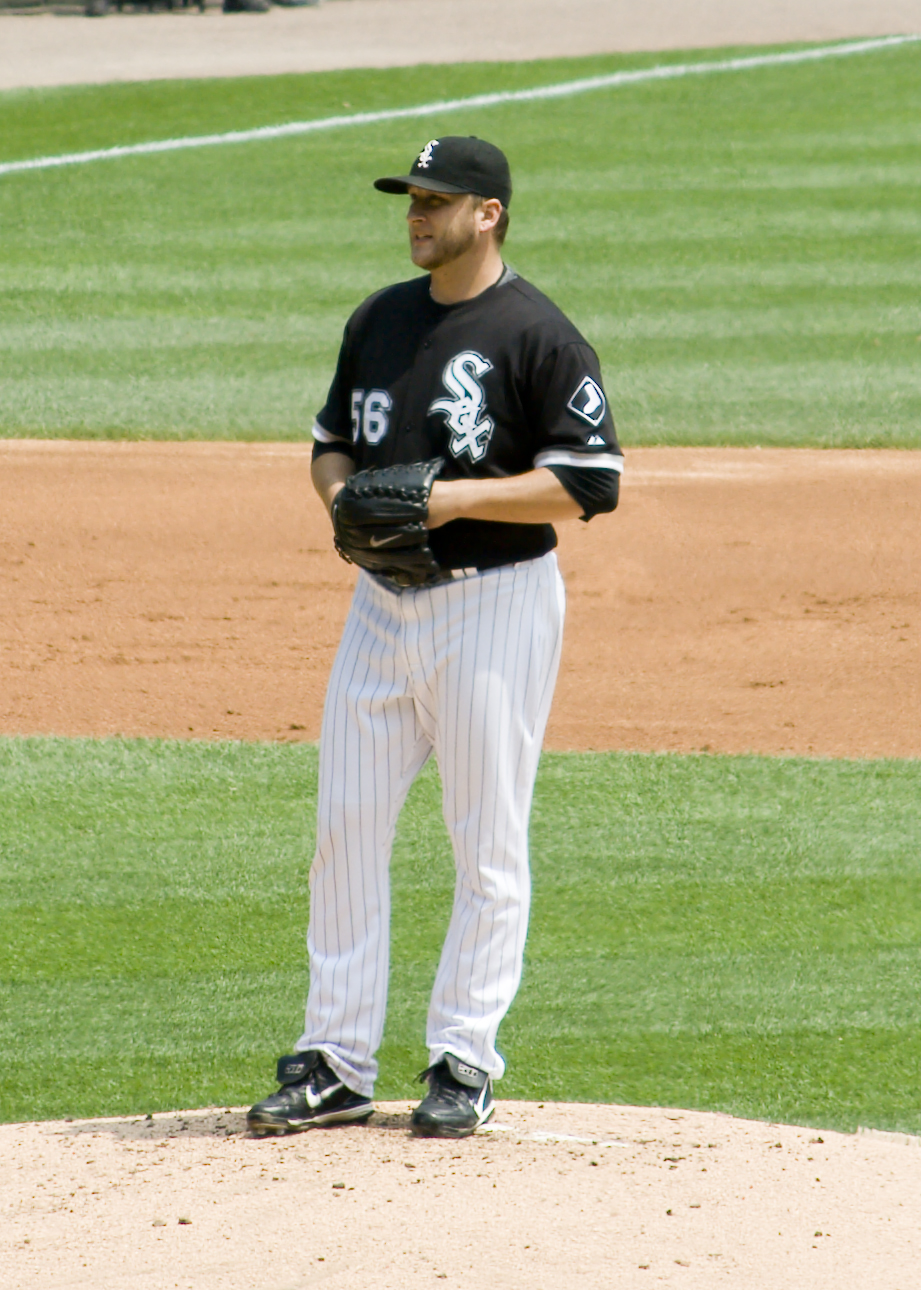
벌리는 2009시즌 중에 퍼펙트 게임을 달성한다.

2004년과 2005년에는 2년 연속으로 리그에서 가장 많은 이닝을 던진 투수가 됐다.(2004년 - 245.1이닝, 2005년 - 236.2이닝) 또, 2004년 5월 11일에 있었던 볼티모어 오리올스전부터 2005년 7월 26일에 있었던 캔자스시티 로얄스전까지는 「49경기연속 6이닝 이상 등판」이라는 기록을 달성하기도 하는 등 "이닝이터"의 면모를 엄청나게 발휘했다.
2005년 시즌에서는 올스타전에 선발등판하여 승리투수가 되고, 시즌에서는 방어율 3.12라는 자신의 개인기록을 달성한다. 그리고 월드시리즈에서는 2차전에 선발등판하여 팀을 승리로 이끌고(7 - 6 승), 3차전에서는 팀이 7명의 구원투수를 전부 내보내고 난 14회 2아웃 주자 1,3루 상황에서 자진등판하여 아담 에버렛을 유격수 플라이로 돌려세워 세이브를 기록했다. 월드시리즈에서 선발로 등판하고 그 다음날에 또 등판하여 세이브를 기록한 것은 메이저 리그 역사상 최초의 일이였다. 그 후 팀은 4연승을 기록하여 88년만에 월드시리즈 제패를 달성한다.
하지만 벌리는 2006년 시즌에서 12승 13패를 기록하여 처음으로 패전이 승리보다 많아지고, 방어율도 4.99로 자신에게 있어서 최악의 기록을 달성한다. 특히 후반기에는 14경기에 등판하여 3승 7패, 방어율 6.44라는 엄청나게 큰 부진에 빠져들었다. 그래도 자신의 팀인 화이트삭스는 계약옵션을 행사하고, 벌리는 2007년에도 화이트삭스에서 던지게 된다. 게다가 오프시즌에 구단은 2008년부터 3년 연장에 총액 3,300만 달러로 계약을 연장하려 했으나 거부하여 성립되지는 못했다.
계약의 마지막 해인 2007년에 벌리는 4월 18일에 있었던 텍사스 레인저스와의 경기에서 노히트 노런을 기록했다. 화이트삭스의 투수로서는 16년만의 일이였다. 이 노히트 노런은 아쉽게도 퍼펙트 게임이 되지 못했는데 그 이유는 5회에 새미 소사에게 볼넷을 1개 내준것 때문이였다. 그러나 볼넷을 내준 후 소사를 견제사 시켜 27명의 타자로 경기를 종료시켰다. 그야말로 아쉬운 퍼펙트 게임과도 같았다. 이후 6월이 끝날 때까지 15경기에 등판하여 5승 4패, 방어율 3.33을 기록한다. 그 결과 7월 8일에는 벌리와 화이트삭스는 4년에 5,600만 달러에 계약을 연장했다. 그렇게 좋은 시즌을 보냈던 벌리는 2001년 이후 자신에게 있어서 가장 적었던 30경기 선발등판, 201이닝 투구, 10승(9패)을 기록한다. 하지만 방어율은 3.63으로 다시 돌아왔다.

### 2009년 ~ 2011년

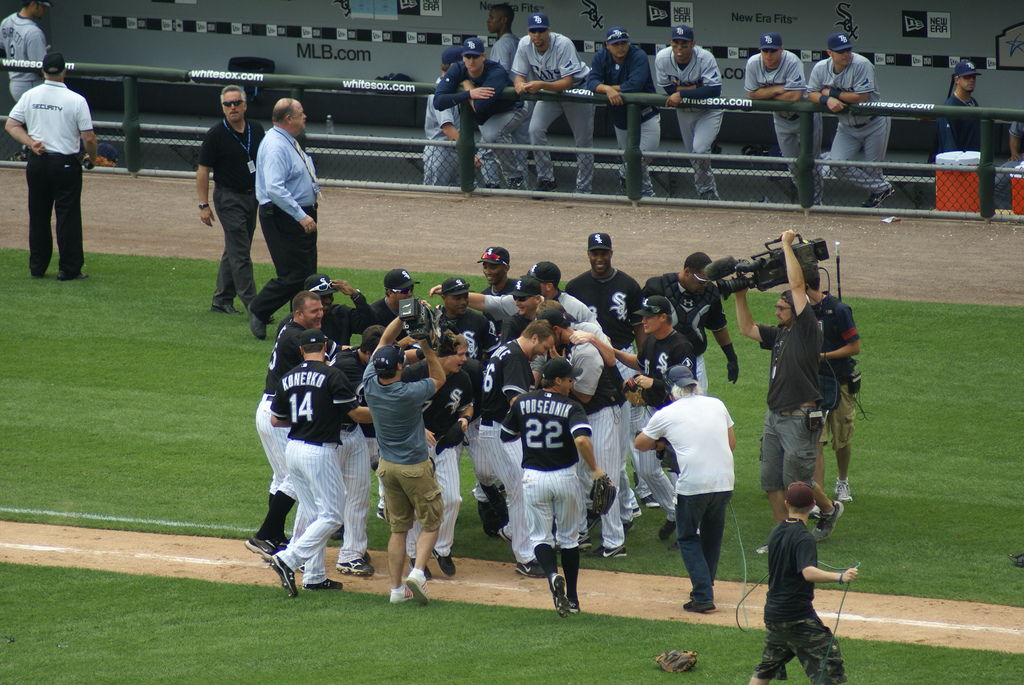
퍼펙트 게임 후에 팀 동료들에게 축하받는 벌리

2009년 7월 23일에 있었던 탬파베이 레이스전에서 벌리는 퍼펙트 게임을 달성한다. 그리고 퍼펙트 게임을 달성한 다음 등판일인 7월 28일에 있었던 미네소타 트윈스전에서도 6회 2아웃까지 1명의 주자도 허용하지 않고, 그 결과, 팀기록이였던 41타자 연속 아웃이라는 기록을 갱신하는 45타자 연속 아웃이라는 메이저 리그 신기록을 세운다. 이렇듯 메이저 리그역사에 한 획을 긋는 시즌을 보낸 벌리는 최종적으로 13승 10패, 방어율 3.84로 준수한 성적을 거둔다
벌리는 화이트삭스에서 2011년까지 재적하게 되는데 그동안 13승 13패, 방어율 4.28과 13승 9패, 방어율 3.59라는 평범하지만 꾸준한 성적을 남기며 11년 연속으로 10승, 200이닝을 거둔 투수가 된다. 그러나 그는 스토브리그에서 결국 화이트삭스가 아닌 마이애미 말린스와 계약을 체결해 12년간 몸담았던 화이트삭스와 이별하게 된다.

#### 퍼펙트게임
2009년 7월 23일에 있었던 탬파베이 레이스전에서 벌리는 2회초 팀 동료인 조시 필즈에게서 나온 만루 홈런으로 인해 어깨가 가벼워졌는지 그 뒤로 나오는 타자 24명을 전부 루상에 출루시키지 않고 잘 막아낸다. 그래도 고비는 있었다. 9회초에 첫타자로 나온 게이브 케플러에게 맞은 타구가 넘어가는 듯이 보였지만 드웨인 와이즈의 멋진 수비로 인해 아웃카운트 1개를 늘리고, 이어 두번째로 나온 미셸 에르난데스를 맞아 3볼 1스크라이크까지 가는 열세에 몰렸지만 포심 패스트볼로 스트라이크를 집어 넣은 후 투심 패스트볼로 완벽하게 삼진을 잡아낸다. 그리고 마지막으로 나온 제이슨 바틀렛에게는 유격수 땅볼을 주며 9이닝에 0피안타 0볼넷 6탈삼진으로 5년만에 랜디 존슨에 이어 메이저 리그 역사상 18번째, 팀인 화이트삭스에서는 찰리 로버트슨에 이은 팀 역사상 2번째로 퍼펙트 게임을 달성한다. 또, 노히트 노런과 퍼펙트 게임을 같이 달성한 투수로는 메이저 리그 역사상 6번째가 된다. 그 후, 메이저 리그에서 18번째로 퍼펙트 게임이라는 위업을 달성한 벌리는 미국의 대통령이자 시카고 화이트삭스의 열렬한 팬인 버락 오바마 대통령으로부터 "아마도 자신이 지난주에 있었던 올스타전에서 화이트삭스의 유니폼을 입었기 때문인것 같다"라는 웃음기 어린 축하의 전화를 받기도 했다.

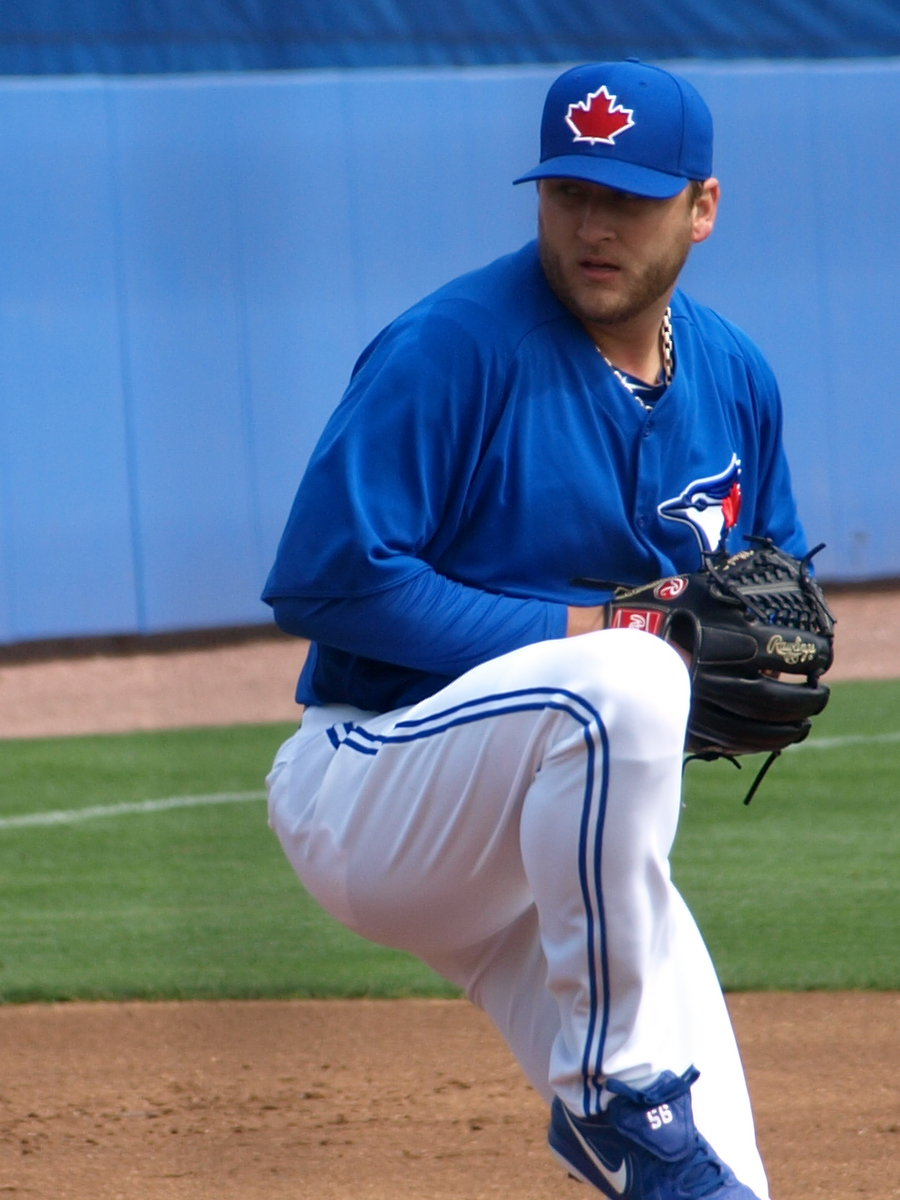
2013년 스프링 트레이닝에서의 벌리

### 2012년
2011년 시즌이 끝나고 4년에 총액 5,800만 달러라는 금액에 마이애미 말린스로 이적한 벌리는 5월 5일에 있었던 샌디에이고 파드리스전에서 완투하며 승리(4 - 1)를 하는 등 부진하던 팀 속에서 좋은 활약을 펼치며 13승 13패, 방어율 3.74에 탈삼진 125개라는 좋은 성적을 남기고, 11년 연속 10승 200이닝의 기록을 12년으로 늘린다. 게다가 4년연속으로 골든 글러브와 필딩 바이블 어워드를 수상하며 좋은 시즌을 보낸다. 하지만 그 후, 오프시즌 때 있었던 조시 존슨, 호세 레이예스, 유넬 에스코바, 에밀리오 보니파시오, 존 벅 등 12명이 움직이는 대형 트레이드에서 결국 팀을 옮긴지 1년만에 토론토 블루제이스로 또 다시 이적하게 된다.

### 2013년
토론토 블루제이스로 트레이드되어 이적하게 된 벌리는 두번째 경기까지의 등판에서는 패전은 없었지만 방어율 10.24를 기록하는 등 좋지못한 모습을 보여주었다. 하지만 4월 15일에 있었던 친정팀인 화이트삭스와의 경기에서 6.2이닝, 3탈삼진, 2실점을 기록하며 이적 후 첫 승을 거두었다. 그것을 시작으로 시즌을 끝날 때까지는 12승 10패 방어율 4.15, 탈삼진 139개를 기록하며 팀이 부진에 빠졌음에도 준수한 성적을 거둔다. 게다가 203.2이닝을 던지면서 12년 연속이였던 10승, 200이닝의 기록을 13년으로 연장하게 된다.

### 2014년
2014년에는 6월 2일에 열린 캔자스시티 로열스와의 경기에 선발 등판하여 8이닝 동안 6피안타 1볼넷 무실점으로 완벽한 피칭을 하며 시즌 개막 후 12경기만에 10승을 달성한다. 벌리는 그 기간동안 겨우 1패에 2.10의 방어율을 기록하며 괴물같은 페이스로 자신의 첫 사이영상을 바라보는 듯 했다. 하지만, 점점 페이스가 하락하기 시작하며 사이영상 경쟁에서 멀어지게 되었다. 9월 25일에는 시애틀 매리너스와의 홈경기에서 선발 등판하여 8이닝 3피안타 무실점으로 막으며 13승과 202이닝을 기록하게 되는데, 이로 인해 벌리는 자신의 13년 연속 두자릿수 승-200이닝이라는 기록을 14년으로 연장한다. 이는 메이저 리그 역대 최고로 손꼽히는 제구력을 손보인 그레그 매덕스의 기록과 동률이다.

## 수상·타이틀 경력
- 골든글러브 4회 : 2009년 ~ 2012년
- 필딩 바이블 어워드 4회 : 2009년 ~ 2012년
- 메이저 리그 올스타전 5회 : 2002년, 2005년, 2006년, 2009년, 2014년
- 노히트 노런 1회 : 2007년 4월 18일, 텍사스 레인저스전
- 퍼펙트 게임 1회 : 2009년 7월 23일, 탬파베이 데블레이스전

## 연도별 투구 성적
| 연 도      | 소 속      | 등 판 | 선 발 | 완 투 | 완 봉 | 무 4 구 | 승 리 | 패 전 | 세 이 브 | 홀 드 | 승 률 | 타 자 | 이 닝  | 피 안 타 | 피 홈 런 | 볼 넷 | 고 4 | 몸 맞 | 탈 삼 진 | 폭 투 | 보 크 | 실 점 | 자 책 점 | 평 자 책 | W H I P |
| ---------- | ---------- | ----- | ----- | ----- | ----- | ------- | ----- | ----- | -------- | ----- | ----- | ----- | ------ | -------- | -------- | ----- | ---- | ----- | -------- | ----- | ----- | ----- | -------- | -------- | ------- |
| 2000년     | CWS        | 28    | 3     | 0     | 0     | 0       | 4     | 1     | 0        | 3     | .800  | 225   | 51.1   | 55       | 5        | 19    | 1    | 3     | 37       | 0     | 0     | 27    | 24       | 4.21     | 1.44    |
| 2001년     | CWS        | 32    | 32    | 4     | 2     | 0       | 16    | 8     | 0        | 0     | .667  | 885   | 221.1  | 188      | 24       | 48    | 2    | 8     | 126      | 1     | 5     | 89    | 81       | 3.29     | 1.07    |
| 2002년     | CWS        | 34    | 34    | 5     | 2     | 1       | 19    | 12    | 0        | 0     | .613  | 984   | 239.0  | 236      | 25       | 61    | 7    | 3     | 134      | 6     | 1     | 102   | 95       | 3.58     | 1.24    |
| 2003년     | CWS        | 35    | 35    | 2     | 0     | 1       | 14    | 14    | 0        | 0     | .500  | 978   | 230.1  | 250      | 22       | 61    | 2    | 5     | 119      | 1     | 0     | 124   | 106      | 4.14     | 1.35    |
| 2004년     | CWS        | 35    | 35    | 4     | 1     | 2       | 16    | 10    | 0        | 0     | .615  | 1016  | 245.1  | 257      | 33       | 51    | 2    | 8     | 165      | 0     | 0     | 119   | 106      | 3.89     | 1.26    |
| 2005년     | CWS        | 33    | 33    | 3     | 1     | 2       | 16    | 8     | 0        | 0     | .667  | 971   | 236.2  | 240      | 20       | 40    | 4    | 4     | 149      | 2     | 2     | 99    | 82       | 3.12     | 1.18    |
| 2006년     | CWS        | 32    | 32    | 1     | 0     | 0       | 12    | 13    | 0        | 0     | .480  | 876   | 204.0  | 247      | 36       | 48    | 5    | 6     | 98       | 0     | 1     | 124   | 113      | 4.99     | 1.45    |
| 2007년     | CWS        | 30    | 30    | 3     | 1     | 1       | 10    | 9     | 0        | 0     | .526  | 835   | 201.0  | 208      | 22       | 45    | 5    | 5     | 115      | 1     | 0     | 86    | 81       | 3.63     | 1.26    |
| 2008년     | CWS        | 34    | 34    | 1     | 0     | 1       | 15    | 12    | 0        | 0     | .556  | 918   | 218.2  | 240      | 22       | 52    | 4    | 5     | 140      | 4     | 0     | 106   | 92       | 3.79     | 1.34    |
| 2009년     | CWS        | 33    | 33    | 1     | 1     | 1       | 13    | 10    | 0        | 0     | .565  | 874   | 213.1  | 222      | 27       | 45    | 3    | 5     | 105      | 2     | 1     | 97    | 91       | 3.84     | 1.25    |
| 2010년     | CWS        | 33    | 33    | 3     | 0     | 2       | 13    | 13    | 0        | 0     | .500  | 897   | 210.1  | 246      | 17       | 49    | 1    | 1     | 99       | 3     | 5     | 105   | 100      | 4.28     | 1.40    |
| 2011년     | CWS        | 31    | 31    | 0     | 0     | 0       | 13    | 9     | 0        | 0     | .591  | 858   | 205.1  | 221      | 21       | 45    | 3    | 2     | 109      | 1     | 0     | 93    | 82       | 3.59     | 1.30    |
| 2012년     | MIA        | 31    | 31    | 1     | 0     | 0       | 13    | 13    | 0        | 0     | .500  | 828   | 202.1  | 197      | 26       | 40    | 3    | 4     | 125      | 2     | 0     | 88    | 84       | 3.74     | 1.17    |
| 2013년     | TOR        | 33    | 33    | 1     | 1     | 0       | 12    | 10    | 0        | 0     | .545  | 876   | 203.2  | 223      | 24       | 51    | 3    | 9     | 139      | 2     | 0     | 100   | 94       | 4.15     | 1.35    |
| 2014년     | TOR        | 32    | 32    | 0     | 0     | 0       | 13    | 10    | 0        | 0     | .565  | 857   | 202.0  | 228      | 15       | 46    | 0    | 4     | 119      | 2     | 1     | 83    | 76       | 3.39     | 1.36    |
| 통산：15년 | 통산：15년 | 486   | 461   | 29    | 9     | 11      | 199   | 152   | 0        | 3     | .567  | 12878 | 3084.2 | 3258     | 339      | 701   | 45   | 72    | 1779     | 27    | 16    | 1442  | 1307     | 3.81     | 1.28    |

- 2014시즌 종료 기준.
- 각년도의 굵은 글씨는 리그 최고.

## 참조
1. ↑  http://espn.go.com/mlb/team/salaries/_/name/tor/toronto-blue-jays
2. 1 2 3  화이트삭스 마크 벌리, 퍼펙트 게임 달성 《뉴시스》, 2009년 7월 24일
3. ↑  마크 벌리, 텍사스전서 ‘노히트노런’ 《스포츠경향》, 2007년 4월 19일
4. ↑  화이트삭스 마크 벌리, 노히트노런 "시카고 화이트삭스의 마크 벌리(28)가 퍼펙트게임에 버금가는 노히트노런을 달성했다." 보관됨 2014-01-02 - 웨이백 머신 《스포츠서울》, 2007년 4월 19일
5. ↑  MLB 화이트삭스, 벌리와 4년 재계약 《연합뉴스》, 2007년 7월 9일
6. ↑  마크 벌리, 메이저 리그 45타자 연속 아웃 '신기록' 《뉴시스》, 2009년 7월 29일
7. ↑  마이애미 말린스, FA ‘특급 좌완’ 마크 벌리와 계약 《스포츠동아》, 2011년 12월 8일
8. ↑  오바마 퍼펙트 게임 벌리에 축하전화 "내 덕분이야" 《노컷뉴스》, 2009년 7월 24일
9. ↑  MLB 마이애미-토론토, 대형 트레이드 합의 《연합뉴스》, 2012년 11월 15일
10. ↑  http://www.ohmynews.com/NWS_Web/View/at_pg.aspx?CNTN_CD=A0001998806
11. ↑  http://sports.donga.com/3/all/20140925/66700557/2